# Condylostylus burgeoni
Condylostylus burgeoni är en tvåvingeart som beskrevs av Octave Parent 1935. Condylostylus burgeoni ingår i släktet Condylostylus och familjen styltflugor.
Artens utbredningsområde är Tanzania. Inga underarter finns listade i Catalogue of Life.